# Marčelo Kufersin
Marčelo Kufersin (Trieste, 1º giugno 1910 – Trieste, 20 novembre 1983) è stato un allenatore di calcio e calciatore italiano, di ruolo centrocampista.
A causa delle leggi fasciste dell'epoca, fu costretto ad italianizzare il suo nome in Marcello Cuffersin.

## Carriera
Cresciuto nella comunità slovena di Trieste, dopo aver giocato da bambino con il Ponziana all'età di 10 anni, passò al club sloveno Prosveta, con cui si fece notare in una gara amichevole con la Triestina: la sua prova fu talmente positiva che ottenne un ingaggio nella formazione giuliana a 16 anni, disputando le prime stagioni nelle giovanili (i boys). Cuffersin debuttò in Serie A il 16 marzo 1930 a Roma in una partita in cui i giallorossi batterono la sua squadra per 5-0: rimase la sua unica presenza in quell'annata. L'anno seguente, con la squadra guidata dal magiaro István Tóth, Kufersin divenne titolare con 30 presenze nel 1930-1931 e 25 partite giocate nel 1931-1932: negli anni successivi fu invece spesso relegato al ruolo di riserva, con la squadra triestina che mantenne sempre posizioni di centro classifica. Nella stagione 1935-1936 tornò invece titolare marcando 24 presenze, contribuendo al sesto posto finale: nei due anni successivi, invece, fece registrare solo otto presenze complessive.
Nel campionato 1938-1939, dopo 120 gare giocate con la Triestina, passò alla Fiorentina, militante in Serie B, con cui marcò 30 gare da titolare ed ottenne la promozione in massima serie. Nella stagione successiva non giocò alcuna gara né in campionato né in Coppa Italia (vinta dalla formazione toscana), prima di vedere la sua carriera ad alto livello conclusa per la seconda guerra mondiale: durante la stessa, fu arruolato nell'esercito ma fu presto congedato a causa di un violento tipo di ulcera. Tornò quindi a giocare a calcio, disputando due stagioni in Serie C con la maglia della Ponziana, prima di ritirarsi definitivamente dal calcio giocato.

## Dopo il ritiro
Dopo la guerra, prese il patentino da allenatore nel 1952, allenando l'Edera di Trieste, con cui ottiene una promozione. Negli stessi anni partecipò a qualche gara prestandosi come arbitro, abbandonando del tutto il calcio per motivi di lavoro: a causa delle sue origini, infatti, ebbe grosse difficoltà nel trovare un impiego.

## Calciatore
- Campionato italiano di Serie B: 1

Fiorentina: 1938-1939
- Coppa Italia: 1

Fiorentina: 1939-1940